# Фалло, Ги
Ги Фалло (фр. Guy Fallot; 27 ноября 1927, Нанси — 25 июля 2018, Лозанна) — швейцарский виолончелист. Сын Поля Фалло.
Родители Фалло были высококвалифицированными музыкантами-любителями: отец играл на скрипке, мать — на фортепиано и органе; Ги Фалло получил имя в честь Ги Ропарца, с которым его мать была дружна. Окончил Лозаннскую консерваторию по классу Пауля Бюргера, в 1944 году вместе с сестрой Моник, пианисткой, выиграл Конкурс молодых исполнителей в Женеве, проводившийся в номинации «Дуэт виолончели и фортепиано». После этого продолжил образование в Парижской консерватории, которую окончил в 1946 году по классу Поля Базлера. Рене Дюмениль дал высокую оценку выпускному выступлению Фалло: «Он не только обладает блестящей техникой, но, что ещё лучше, выказывает вернейший вкус, он „проживает“ музыку, сообщает ей её полный смысл».
На протяжении нескольких десятилетий Фалло вёл международную исполнительскую карьеру, прерванную в середине 1970-х гг. заболеванием руки. Только седьмая хирургическая операция позволила ему в 1984 году возобновить выступления. Одновременно он преподавал в консерваториях Лозанны и Женевы.
Среди записей Фалло — Двойной концерт Иоганнеса Брамса (c Деви Эрлихом) и Тройной концерт Людвига ван Бетховена (с Эрлихом и сестрой Моник) вместе с Оркестром Юго-Западного радио Германии под управлением Эрнеста Бура (1958), с сестрой — виолончельная соната Артюра Онеггера (1959).
В 2021 году в рамках Международного конкурса исполнителей в Лозанне была учреждена специальная премия имени Ги Фалло, присуждаемая лучшему швейцарскому виолончелисту.